# Croton megalobotryoides
Espèce
Classification APG II (2003)
Croton megalobotryoides est une espèce de plantes à fleurs du genre Croton et de la famille Euphorbiaceae présente en République démocratique du Congo.